# تومي كريستنسن
تومي كريستنسن (بالدنماركية: Tommy Christensen)‏ (20 يوليو 1961 في الدنمارك - ) هو لاعب كرة قدم دانمركي في مركز الهجوم. شارك مع منتخب الدنمارك تحت 17 سنة لكرة القدم ومنتخب الدنمارك تحت 19 سنة لكرة القدم ومنتخب الدنمارك تحت 21 سنة لكرة القدم ومنتخب الدنمارك لكرة القدم. أما مع النوادي، فقد لعب مع آرهوس جمناستيك فورينينغ وآينتراخت براونشفايغ وليستر سيتي ونادي آيندهوفن ونادي إلتشي ونادي بروندبي ونادي بورتسموث ونادي فايله.

## وصلات خارجية
- تومي كريستنسن على موقع قاعدة بيانات كرة القدم.إي يو (الإنجليزية)
- تومي كريستنسن على موقع بيانات كرة القدم. دي إي (الألمانية)
- تومي كريستنسن على موقع عالم كرة القدم.نت (الإنجليزية)